# Норднат
Норднат — это бывшая ассоциация крайне правых партий, основанная в Мальме 8 июня 1997 года, в попытке объединить скандинавские радикально-националистические партии. Главным инициатором были Шведские демократы, которые также являлись членом более широкой Евронат, совместно с финским Патриотическим национальным альянсом. Партии считали себя национал-демократическими и создали устав в защиту национального суверенитета, окружающей среды, северной культуры и людей, а также выступали против массовой иммиграции. По данным доклада Совета Европы, шведские и финские партии были «традиционными националистическими партиями», в то время как норвежские и датские были признаны неонацистскими. Ассоциация была распущена в 1999 году.
Четыре партии состояли в ассоциации:
- Шведские демократы (Швеция)
- Партия отечества[англ.] (Норвегия)
- Национальная партия[англ.] (Дания)
- Патриотический народный альянс[англ.] (Финляндия)